# NGC 825
NGC 825 (również PGC 8173 lub UGC 1636) – galaktyka spiralna (Sa), znajdująca się w gwiazdozbiorze Wieloryba. Odkrył ją Albert Marth 18 listopada 1863 roku.